# Ricnophora
Ricnophora is een monotypisch geslacht in de familie Meruliaceae. Het geslacht bevat alleen de soort Ricnophora carnea.